# Haras de Lipik
Le haras de Lipik (croate : Ergela Lipik) est un haras national d'élevage de chevaux Lipizzans croates, situé à Lipik, dans le comitat de Požega-Slavonie. Ce haras est créé en 1843, lorsque le comte Izidor Janković construit de grandes écuries sur son domaine. 
Il compte environ 70 chevaux Lipizzans, et 106 acres de terrain. 

## Histoire
Fondé en 1843 par le Comte Izidor Janković, le Haras de Lipik comptait à ses débuts une vingtaine de chevaux. En 1906, un nouveau propriétaire, Stjepan Layer de Virovitica, possédait vingt juments Lipizzan, Nonius, Anglo-arabe, et trois étalons. En 1936, le Haras est agrandi avec environ 60 nouveaux chevaux.
Le haras de Lipik est l'un des rares à être épargné pendant la Seconde Guerre mondiale. En 1954, son cheptel passe à environ 250. L'élevage a été brusquement interrompu à la fin des années 1960 par les autorités locales, et ce n'est qu'au début des années 1980 qu'il a commencé à se redresser. Pendant la guerre de Croatie, le haras a cessé d'exister. Plus de 100 chevaux, pour la plupart des Lipizzans, ont été emmenés par les forces de l'armée serbe vers le territoire occupé et la Serbie, ou bien abattus. Après la guerre, les installations du haras ont été rénovées et les chevaux survivants ont été renvoyés de Serbie. En 2008, le haras de Lipik redevient un haras d'État et en 2010, il fusionne avec le haras de Ðakovo.

## Lignées d'étalons et de juments

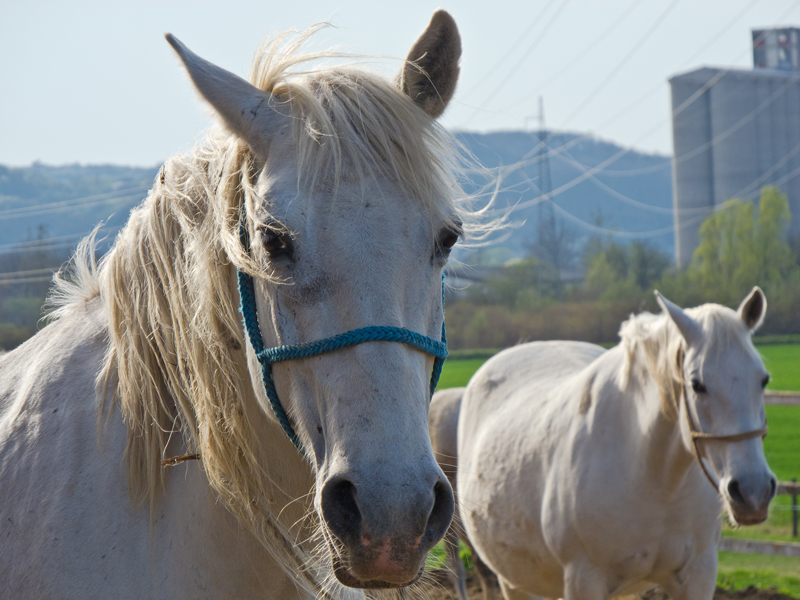
Lipizzans du haras de Lipik.

Il existe cinq lignées mâles du Lipizzan dans le haras de Lipik : Conversano (1767), Favory (1779), Neapolitano (1770), Siglavy (1810) et Pluto (1765). De la lignée Favory est né Favory Mara LII-3, l'étalon reproducteur principal de Lipik, né en 2004. Les lignées de juments élevées à Lipik sont : Batosta, Capriola, Allegra, Trompeta, Gaeta, Gaetana, Bonadea, Monteaura, Wera, Krabbe, Drava, Kitty, Cica et Liza.

## Description
Le haras comprend quatre écuries, des terrains de dressage, une collection de fiacres et des bâtiments auxiliaires (contenant grange, entrepôt, matériel et accessoires pour les employés, boutique de souvenirs, etc). L'une des écuries est utilisée pour garder les étalons reproducteurs, l'autre pour les juments avec poulains nouveau-nés, la troisième pour les yearlings, poulains et pouliches, et la dernière pour l'équipement de compétition sportive.
Il comprend désormais environ 106 acres dans la partie ouest de la ville de Lipik, avec un total de 74 chevaux, dont 70 sont des Lipizzans, en 2018. 
L'élevage et la sélection, l'ensemble du travail et de l'entretien des chevaux au haras est sous la surveillance d'experts. Leur objectif est d'initier des avancées en matière de sélection et de préserver le potentiel génétique des chevaux, notamment celui de la race Lipizzan en Croatie. Une attention et un accent particuliers sont apportés à leur apparence, leurs mouvements et leur comportement. Le haras organise aussi divers programmes éducatifs et ateliers et est inclus dans les itinéraires touristiques du comté de Požega-Slavonia.